# Starzyński Dwór
Starzyński Dwór (deutsch Klein-Starsin)  ist ein Dorf in der Landgemeinde Puck (Putzig) im Powiat Pucki  (Putziger Distrikt) der polnischen Woiwodschaft Pommern.

## Geographische Lage
Die Ortschaft  liegt in der historischen Landschaft Westpreußen, in der Nähe der Ostsee und  der Putziger Wiek, etwa elf Kilometer nordwestlich von  Putzig (Puck)  und 50 Kilometer nordnordwestlich von Danzig.
Durch die Gemarkung des Orts fließt das Flüsschen Plutnitz (poln. Plutnica).

## Geschichte

Klein-Starsin (Kl.-Starzin) westlich der Putziger Wiek, nordwestlich von Putzig, auf einer Landkarte von 1910.

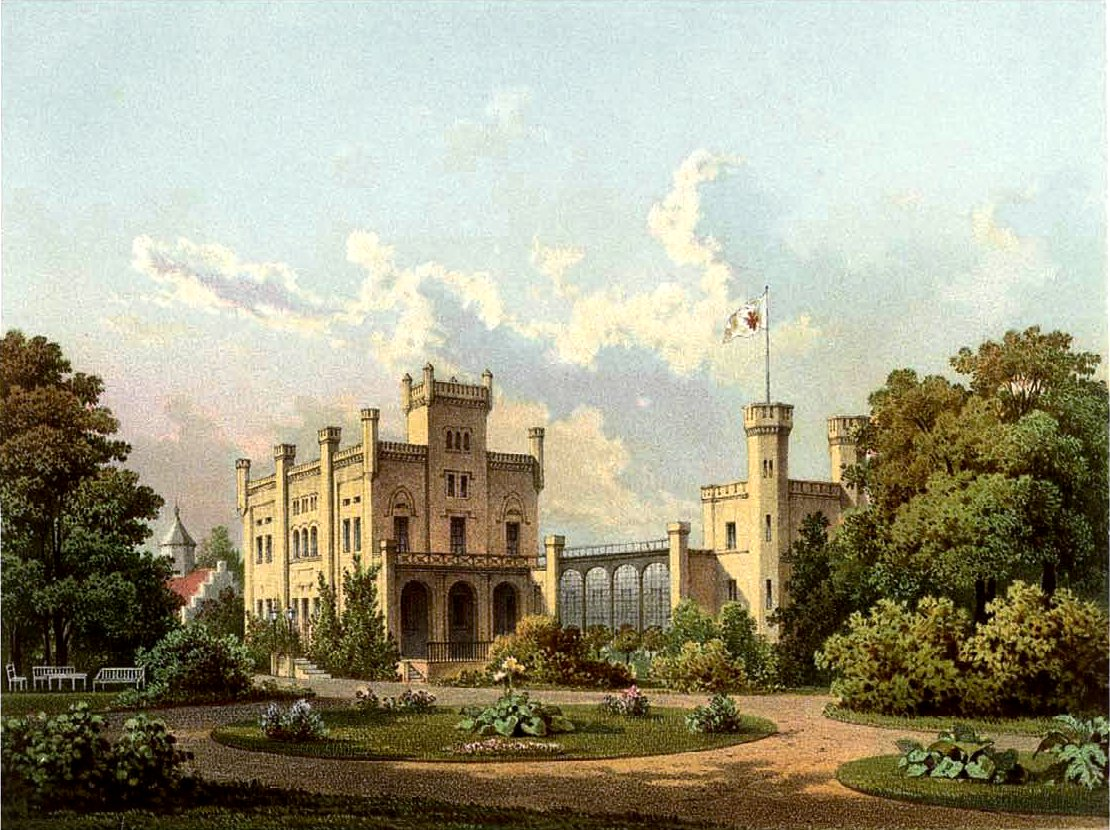
Rittergut Starsin um 1860, Sammlung Alexander Duncker

Im Jahr 1220 befand sich  Starin, das spätere Klein-Starsin, im Besitz des Klosters Oliva, das die Ortschaft bei den pommerellischen Herzögen gegen den Ort Putzig eingetauscht hatte, der ihm zuvor von den Herzögen geschenkt worden war. Nachdem die Region 1309 an den Deutschordensstaat gekommen war, unterstand  Klein-Starsin zwar administrativ der Komturei Marienburg, blieb aber weiterhin eine Eigentumsortschaft des Klosters Oliva. Klein-Starsin wurde wegen seiner schönen Umgebung und seiner gesunden Luft von erkrankten Mönchen mitunter als Erholungsort genutzt. Später gehörte das Dorf zum autonomen, unter der Schirmherrschaft der polnischen Krone stehenden Preußen Königlichen Anteils. Seit dem 16.  Jahrhundert diente der Ort Äbten regelmäßig als Sommerresidenz.
Durch die Erste Teilung Polen-Litauens 1772 wurde das westliche Preußen mit dem Gebiet um Neustadt und Putzig  unter Friedrich II. von Preußen mit dem östlichen Teil des Königreichs Preußen in dem Maße wiedervereinigt, wie diese Teile zur Zeit des  Deutschordensstaats miteinander verbunden gewesen waren. Klein-Starsin gehörte danach zum Königreich Preußen. Im Jahr 1789 wird Kl. Starczin oder Starcziner Hof als ein königliches  Vorwerk  mit Sitz eines Domänenamts  und zwölf Feuerstellen (Haushaltungen) bezeichnet. Das Domänenamt  Klein-Starsin war früher durch die im Amtsbezirk stattfindende Bernsteingräberei bekannt.  Im Jahr 1845 war für Klein-Starzin das Land- und Stadtgericht  Putzig zuständig. Klein-Starsin war ein Rittergut, dessen Besitzer um 1855 v. Graß hieß. Um 1871 hatte der Gutsbezirk Klein-Starsin einen Flächeninhalt von 1.229,79 Morgen.
Im Jahr 1919 gehörte Klein-Starsin zum Kreis Putzig im Regierungsbezirk Danzig der Provinz Westpreußen des Deutschen Reichs.
Nach Ende des Ersten Weltkriegs musste der größte Teil des Kreises Putzig, und damit auch das Dorf Klein-Starsin, aufgrund der Bestimmungen des Versailler Vertrags zum Zweck der Einrichtung des Polnischen Korridors an Polen abgetreten werden, mit Wirkung vom 20. Januar 1920 und ohne Volksabstimmung. Durch den Überfall auf Polen 1939 kam das völkerrechtswidrig annektierte Gebiet des Polnischen Korridors zum Deutschen Reich, und Klein-Starsin wurde dem  Kreis Neustadt im  Reichsgau Danzig-Westpreußen angegliedert, zu dem die Ortschaft bis 1945 gehörte.
Gegen Ende des Zweiten Weltkriegs befreite im Frühjahr 1945 die Rote Armee die Region und der Ort wurde wieder Teil Polens.

## Bevölkerungsentwicklung
| Jahr | Einwohner | Anmerkungen                                      |
| ---- | --------- | ------------------------------------------------ |
| 1864 | 241       | [ 8 ]                                            |
| 1871 | 215       | in 34 Haushaltungen, verteilt auf 15 Wohngebäude |
| 1910 | 193       | [ 9 ]                                            |